# De levenstuinen van het Groot Hontschoten

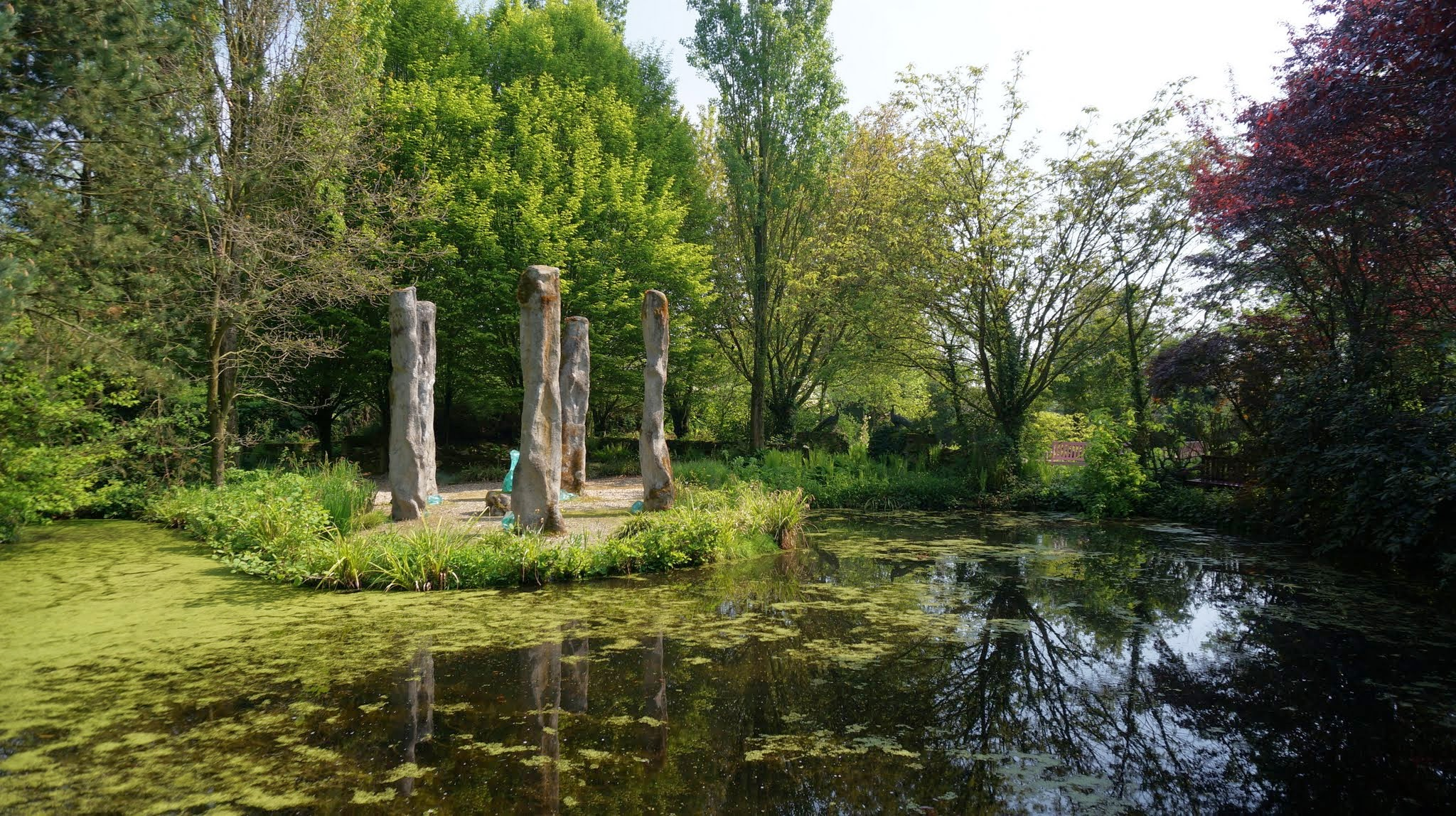
De levenstuinen van het Groot Hontschoten

De levenstuinen van het Groot Hontschoten is een tuinencomplex in Nederland waarvan het ontwerp gebaseerd is op filosofische principes. De tuinen zijn gelegen in het Gelderse Teuge, midden tussen de weilanden.

## Bezienswaardigheden

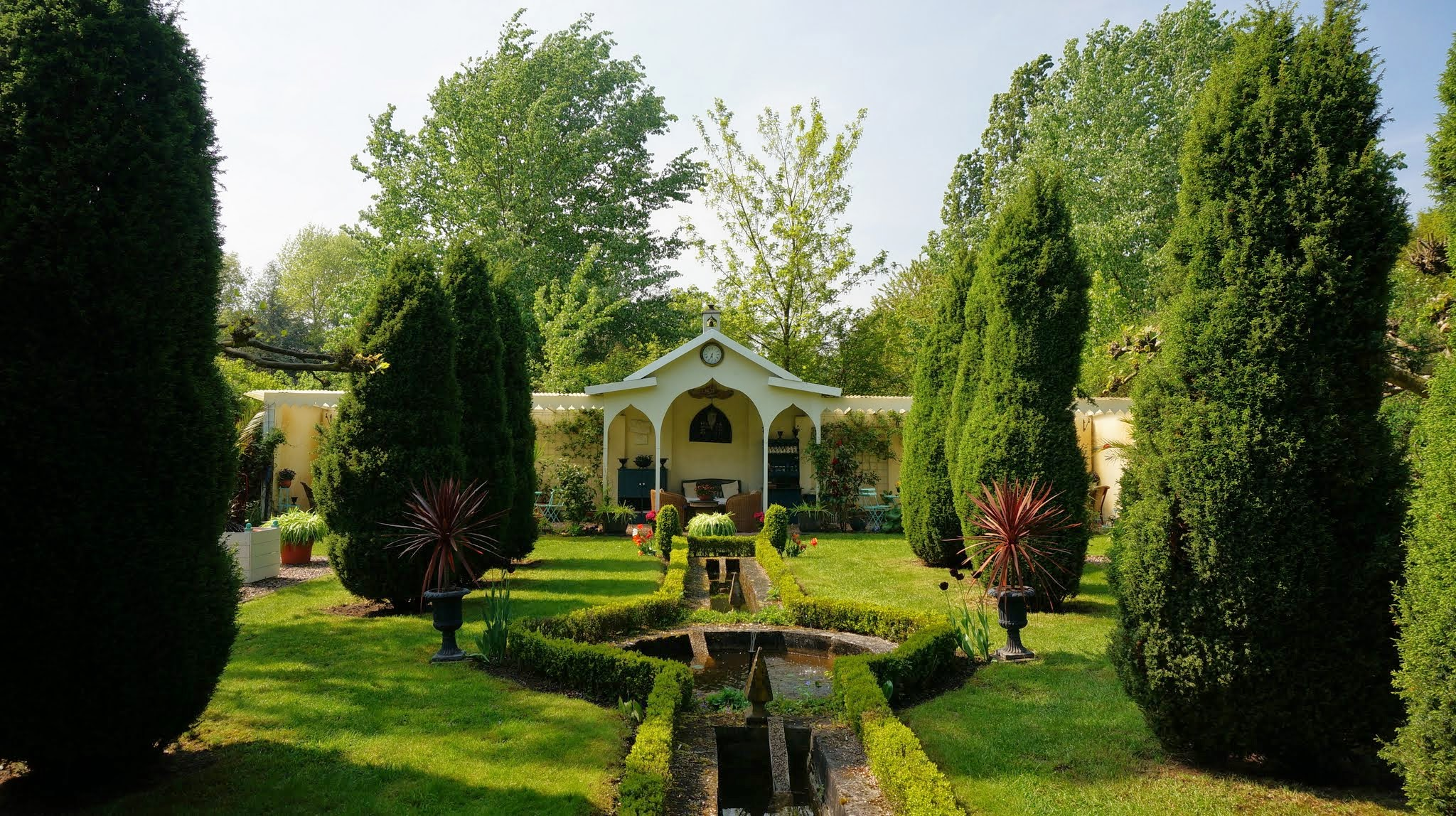

De tuinen zijn in totaal 1,6 hectare groot en representeren de stadia van het leven van de mens, te beginnen bij de bevruchting en eindigend bij de dood. De tuinen kenmerken zich door een mengeling van westerse en oosterse invloeden. In de tuinen zijn onder andere aanwezig: een theehuis, een theepaviljoen, een tempel met heiligen van diverse godsdiensten (het stiltecentrum), een prieel, een pauwenhuis met pauwen, een zentuin, een kunstmatige waterval en diverse waterpartijen en kunstwerken.

## Geschiedenis
In 1993 werd door de twee initiatiefnemers het boerenbedrijf Het Groot Hontschoten aangekocht. In de twee hectare maïs- en weideland werden vijvers uitgegraven en tuinen beplant. In 1997 is het tuinencomplex toegankelijk gesteld voor het publiek. Het ligt bij boerderij Klein Hontschoten uit 1850-72, met twee leilinden, een gemeentelijk monument.

## Commerciële aspecten
Voor de toegang tot de tuin wordt entree geheven. Er is een galerie en expositieruimte waar schilderijen en sculpturen verkocht worden.

## Galerij

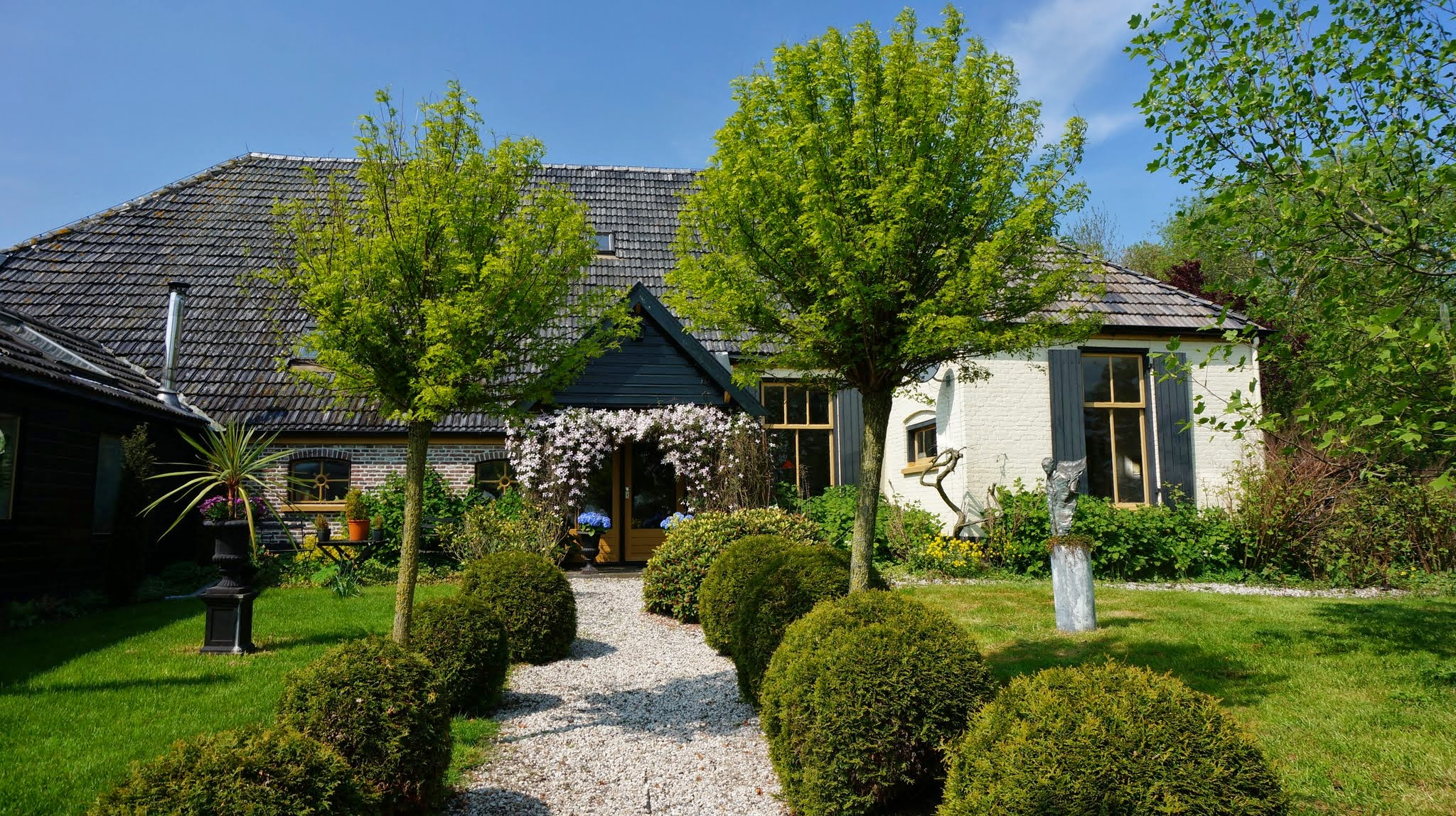
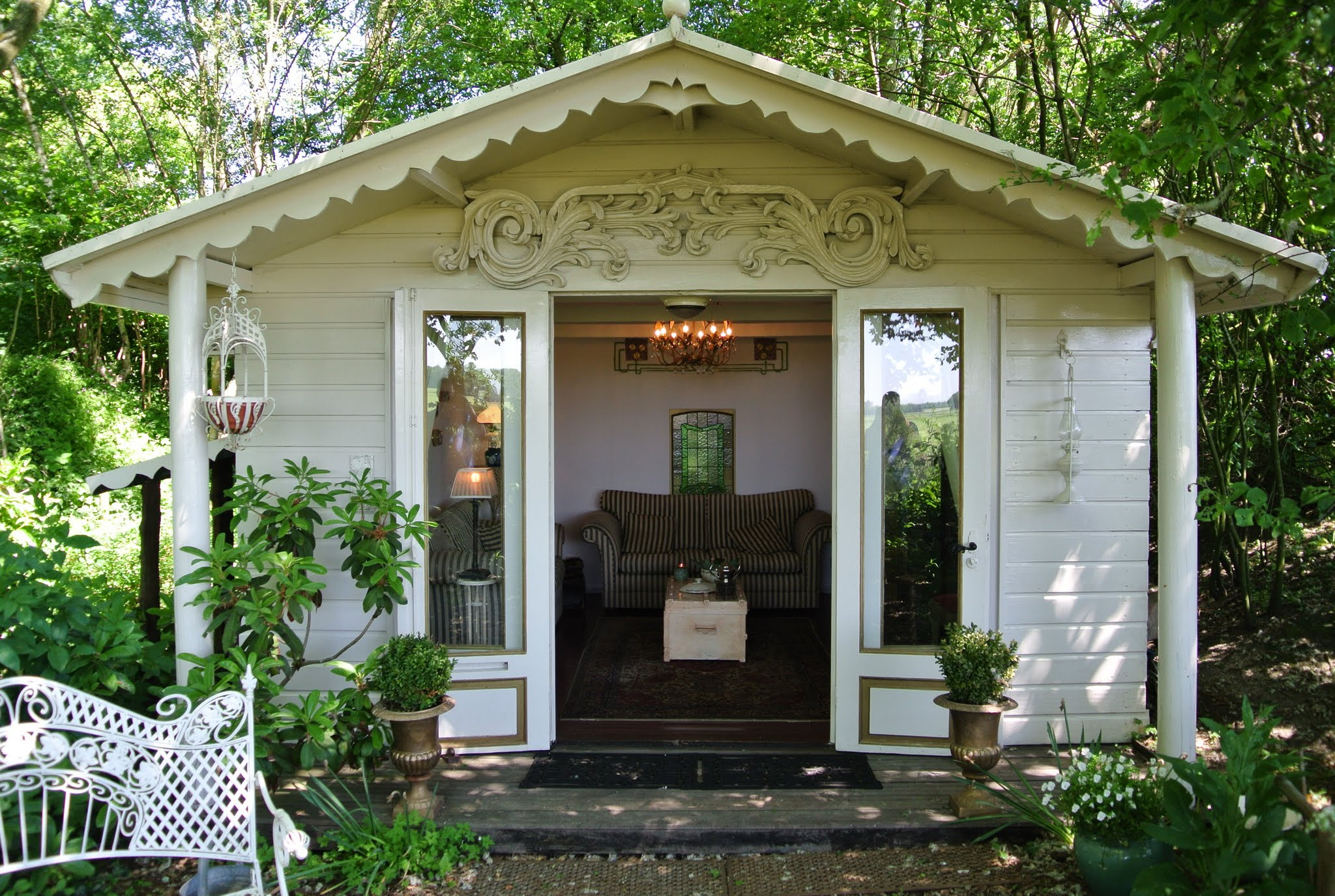
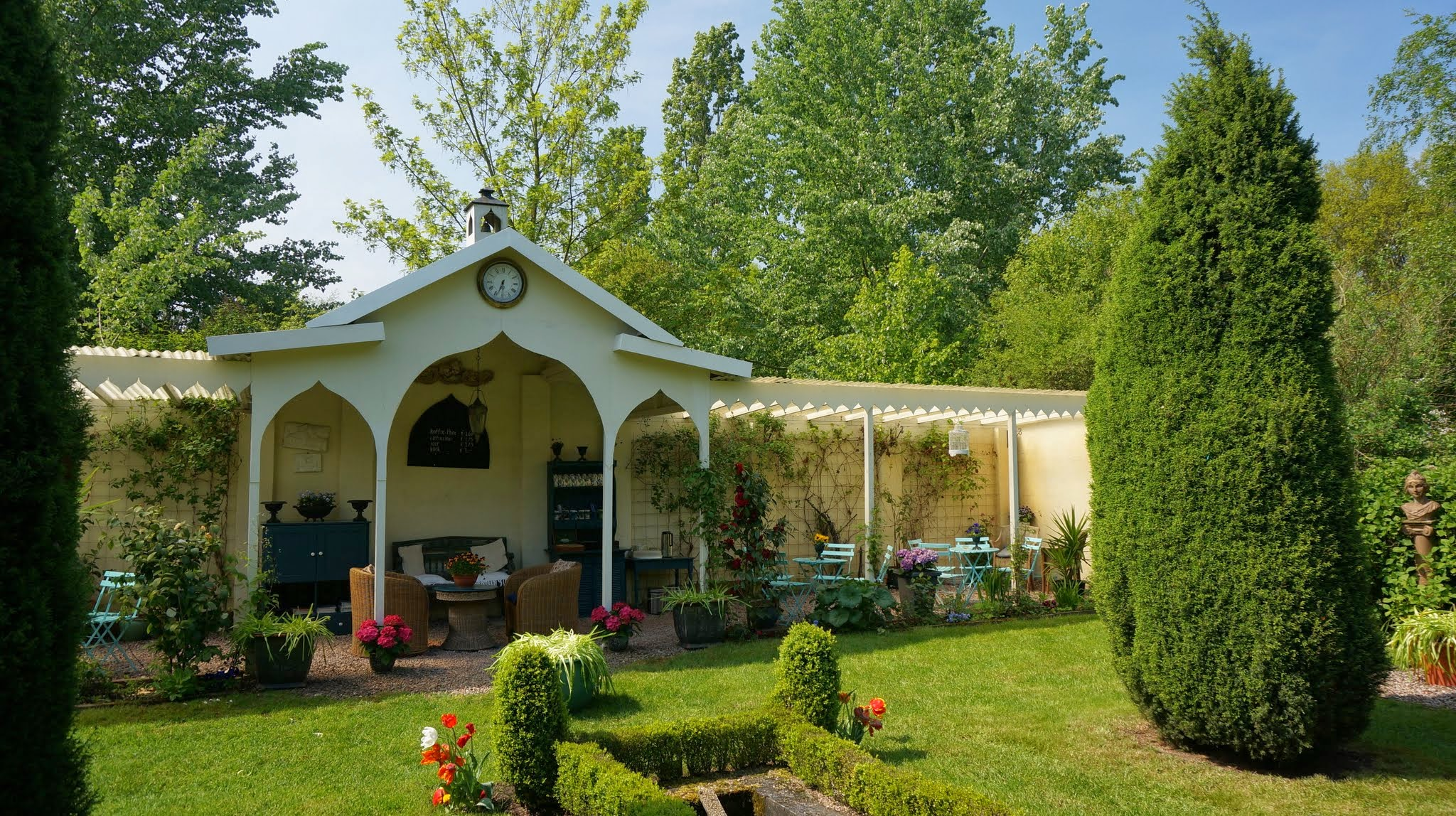
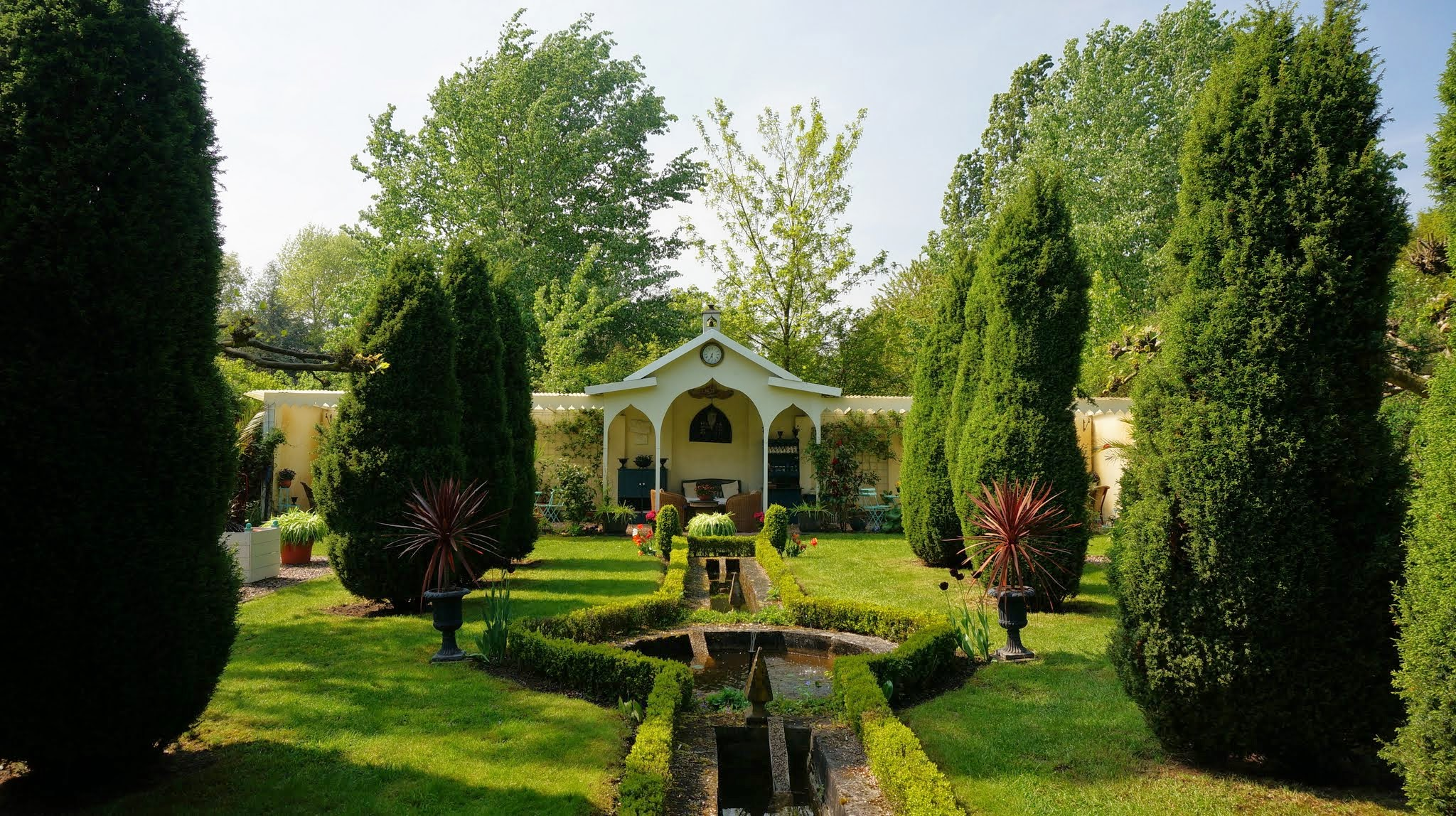
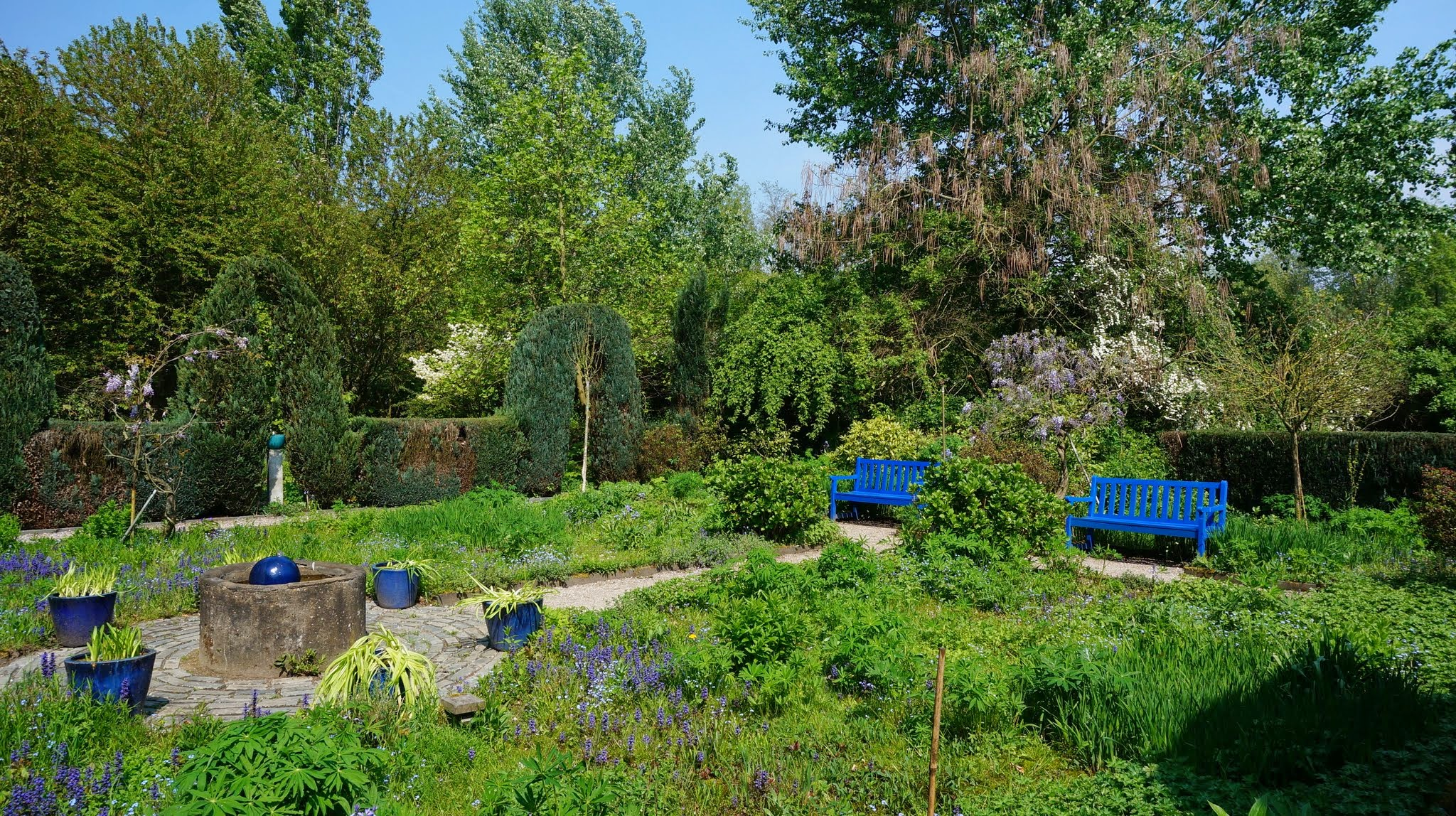
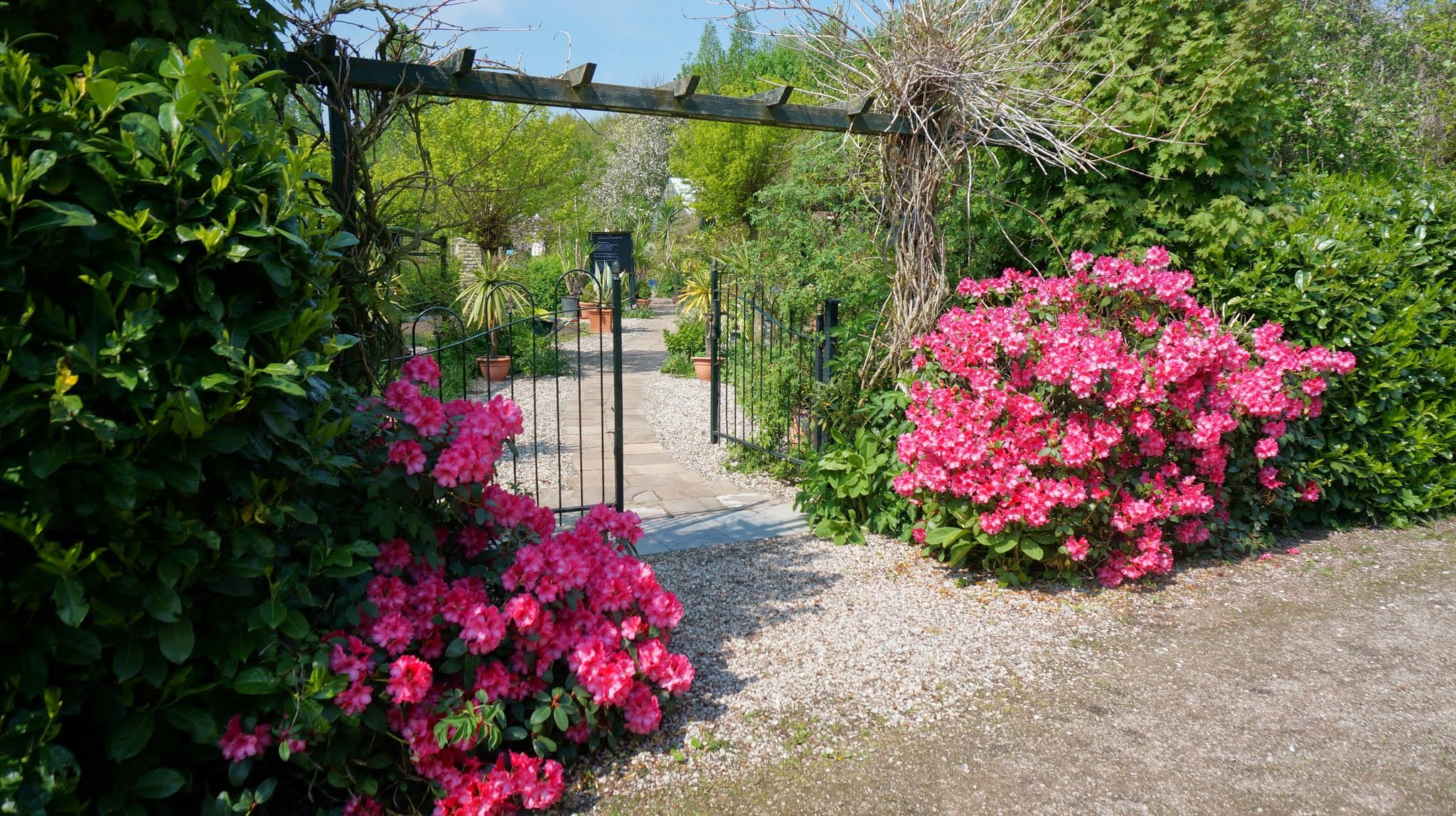
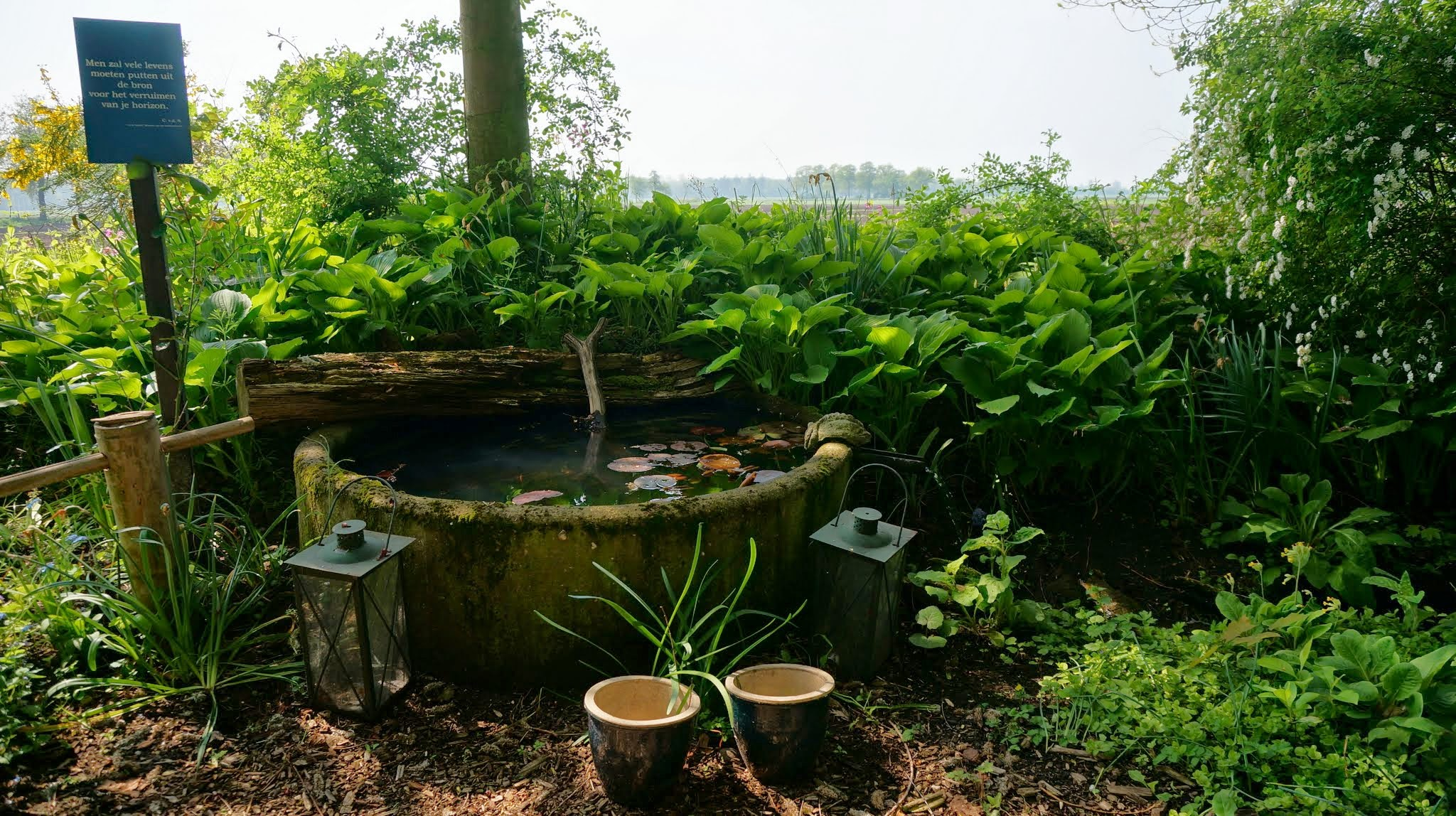
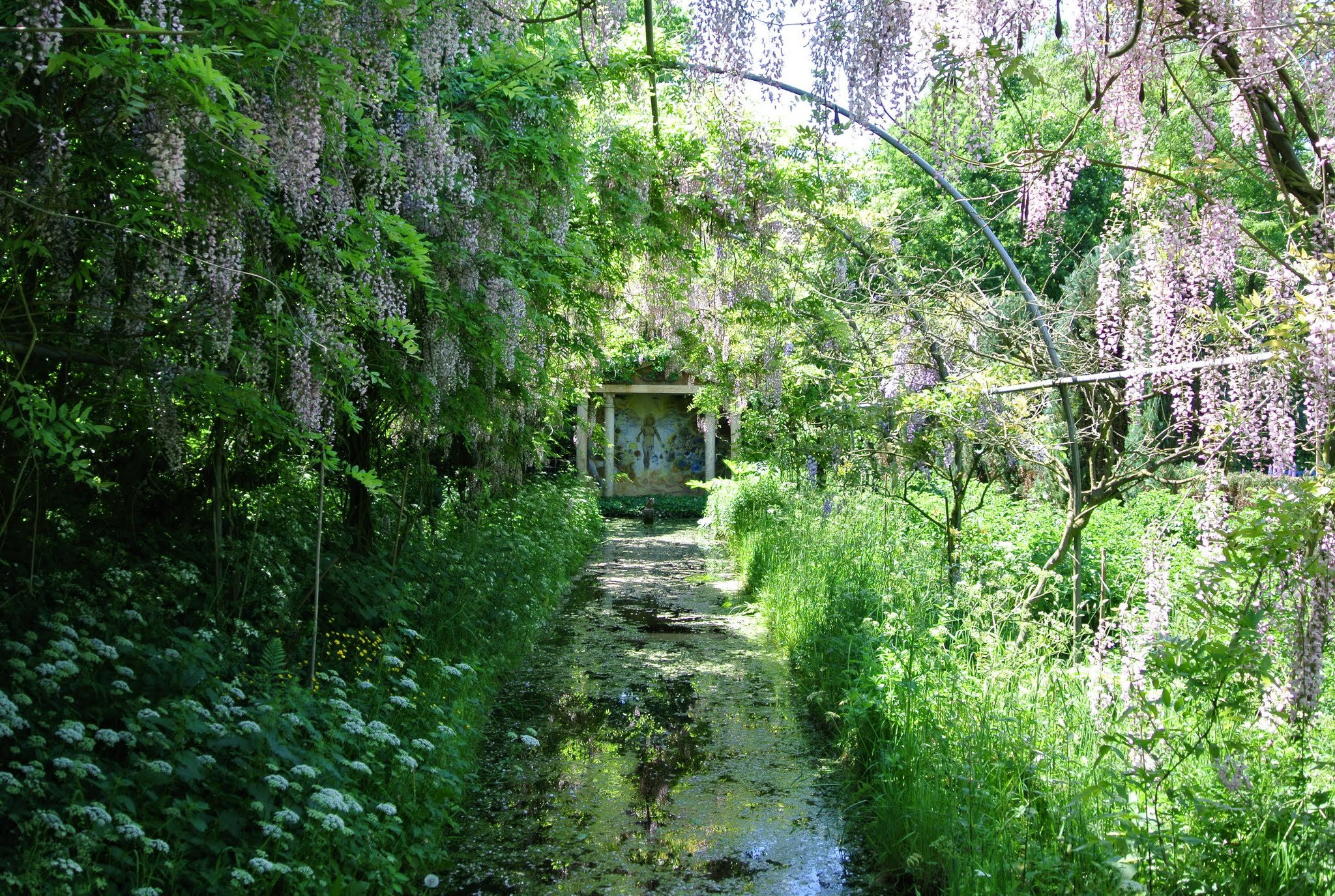
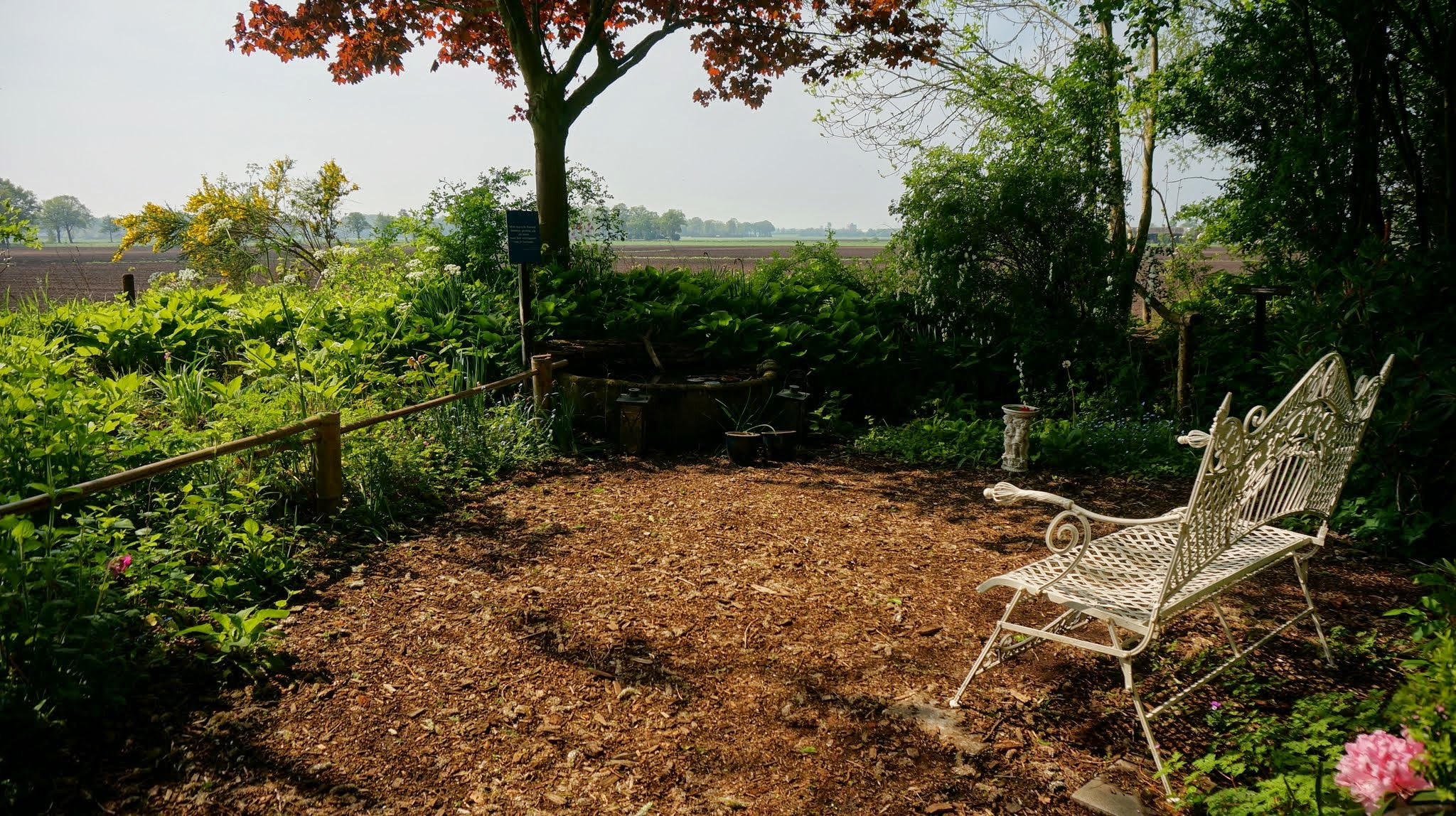
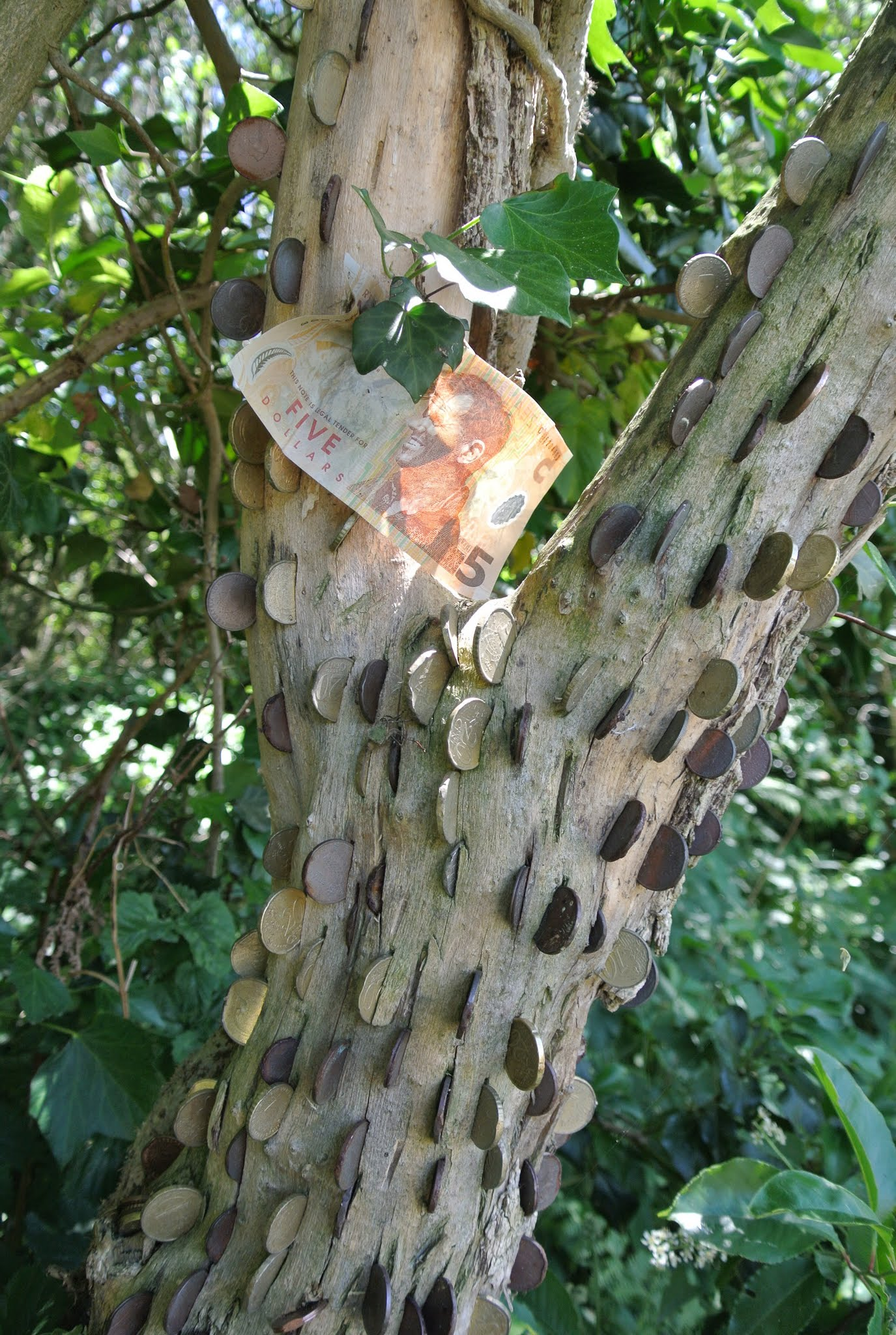